# 日本和声
日本和声（にほんわせい）は、日本固有の和声法である。主に民謡や童謡に使用されている。

## 概要
日本和声は、日本固有の和声法である。特徴として、核音がふたつあることが上げられ、これはほかではありえないことである。
日本和声には陽旋法1,2、陰旋法1,2,3の3つがある。

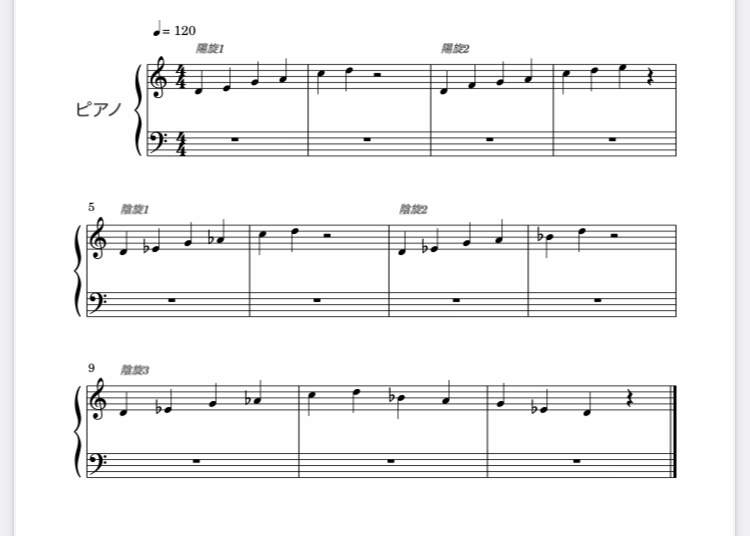

## 陽旋法
陽旋法は陽旋と略される。西洋の和声法でいうメジャーキーで、明るい印象を受ける。陽旋1はヨナ抜き音階に似たように聴こえるが、まったく違うものである。陽旋2のみ6音使用される。
陽旋1を使用した代表的な歌に、｢なべなべそこぬけ｣などがある。
陽旋2を使用した代表的な歌に、｢ちゃちゃつぼ｣などがある。

## 陰旋法
陰旋法は陰旋と略される。西洋の和声法でいうマイナーキーで、暗い印象を受ける。陰旋3は上りが陰旋1、下りが陰旋2という形になっている。
陰旋1を使用した代表的な歌に、｢とおりゃんせ｣がある。
陰旋2を使用した代表的な歌に、｢うさぎ｣がある。

## 資料
小山清茂
- 日本和声 : 日本の音を求めて そのしくみと編・作曲へのアプローチ[4]